# Tomaž Kancler
Tomaž Kancler, slovenski arhitekt in politik, * 9. november 1961, Maribor, Slovenija.
Poznani mariborski arhitekt je diplomiral na Fakulteti za arhitekturo v Ljubljani, leta 1986. Na Fakulteti za arhitekturo v Beogradu je leta 1989 končal magistrski študij in postal Magister arhitekturnih in urbanističnih znanosti. Zaposlil se je na Univerzi v Mariboru. Od leta 1993 v lastnemu arhitekturnemu biroju.
Opravljal je vrsto profesionalnih funkcij, bil predsednik Društva arhitektov Maribor in član Izvršnega odbora Zbornice za arhitekturo in prostor. Od leta 1996 do 2008 je bil član Sveta svetovne zveze arhitektov (UIA Council Member - Union Internationale d'Architectes), od leta 2008 je direktor Komisije za mednarodne natečaje pri UIA v Parizu. Med 25. januarjem in 31. avgustom 2001 je bil državni sekretar Republike Slovenije na Ministrstvu za okolje, prostor in energijo Republike Slovenije. Od novembra 2010 je podžupan Mestne občine Maribor.
Na državnozborskih volitvah leta 2011 je kandidiral na listi SDS.